# Mitzpe Ramon
Mitzpe Ramon (Hebreeuws: מצפה רמון) is een kleine Israëlische stad gelegen in het midden van de woestijn de Negev, ongeveer 80 kilometer ten zuiden van Beër Sjeva. De stad had in 2016 een inwonertal van 5.123.

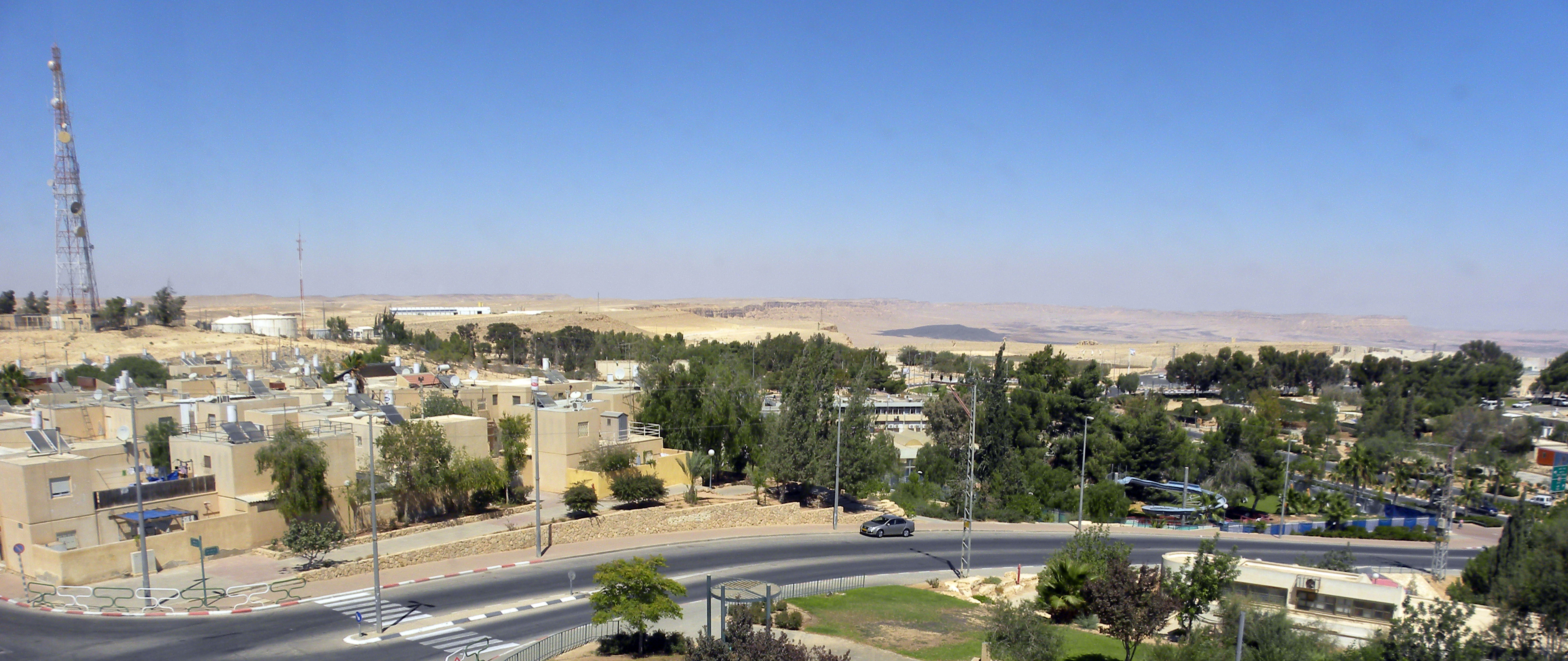
Straatbeeld in Mitzpe Ramon

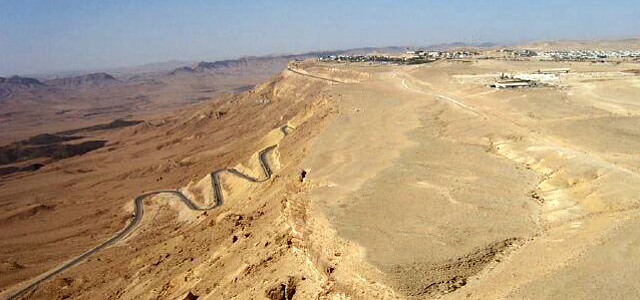
Mitzpe Ramon aan de rand van de Ramon-krater

## Geschiedenis
Mitzpe Ramon ontstond net als vele andere ontwikkelingssteden in de periode na de Israëlische onafhankelijkheid. In 1953 werd er een kamp opgericht voor de arbeiders die werkten aan de aanleg van de weg naar Eilat. Hieruit ontstond een nieuwe stad die vanwege haar centrale ligging in de Negev onder meer beoogd was voor de winning van bodemschatten in de omgeving. Voordat in 1966 een weg door Wadi Araba werd geopend, lag Mitzpe Ramon aan de enige weg die Eilat verbond met de dichter bevolkte delen van Israël. Dit droeg bij aan de groei van Mitzpe Ramon. Tegenwoordig is deze weg nog slechts van secundair belang. Vanwege de afgelegen ligging kon Mitzpe Ramon nooit uitgroeien tot een grotere stad. Het inwonertal stagneerde op iets meer dan 5.000 mensen.

## Klimaat
Door de situering in de woestijn heeft Mitzpe Ramon een droog klimaat, hoewel door de ligging op ongeveer 900 meter hoogte het klimaat relatief koel is. Er valt zelden regen in Mitzpe Ramon. De natuurlijke vegetatie in de omgeving is dusdanig gering dat dit ontoereikend is voor extensieve begrazing door het vee van nomaden.

## Economie
Een belangrijke economische factor (naast industrie) is het Israëlisch defensieleger, dat in Mitzpe Ramon meerdere militaire faciliteiten heeft. Ook het toerisme is een belangrijke economische sector, doordat Mitzpe Ramon nabij de Ramon-krater ligt. Dit is een van de grootste erosiekraters in de Negev. In Mitzpe Ramon bevinden zich uitzichtpunten en een informatiecentrum over de krater.
De stad is hierdoor vertrekpunt voor veel toeristische excursies. Langs Mitzpe Ramon loopt bovendien de Israel National Trail, de langste wandelroute van Israël.
Iets ten noorden van de stad bevinden zich de kibboets Sde Boker en de ruïnes van de Nabatese karavanserai Avdat.